# Moux
Moux é uma comuna francesa na região administrativa de Occitânia, no departamento de Aude. Estende-se por uma área de 15,70 km². Em 2010 a comuna tinha 709 habitantes (densidade: 45,2 hab./km²).